# Meterholz

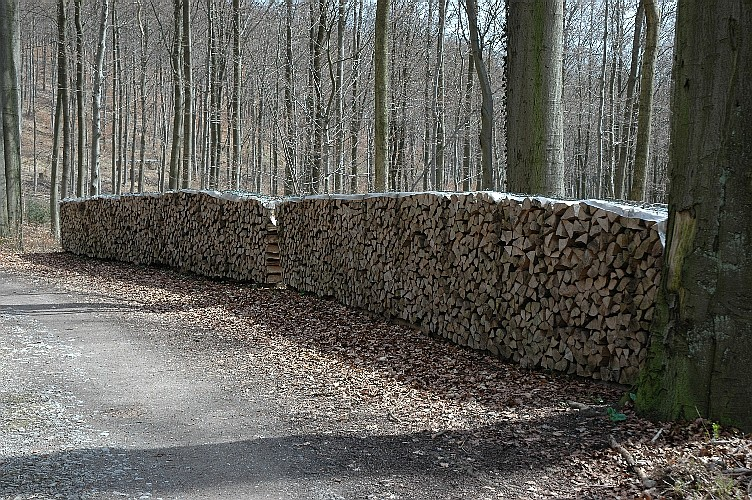
Buchen-Brennholz als Meterholz

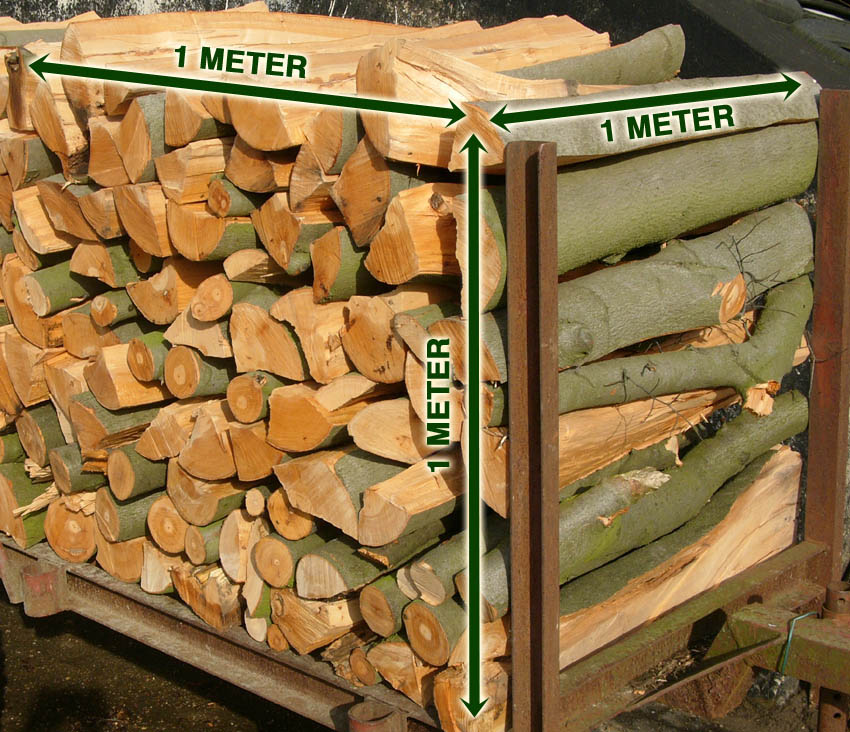
Ein Stapel Schleifer

Meterholz oder Schleifer ist Holz, welches nicht als Nutzholz, sondern zu Papier- oder Brennholz weiterverarbeitet wird. Die Baumstämme werden schon im Wald in möglichst genau 1 Meter lange Stücke geschnitten (meist mittels Motorsäge).

## Verwendung
Entweder kommen die Stücke in die industrielle Weiterverarbeitung in eine Papiermühle oder werden dann mit einem Holzspalter gespalten und anschließend zum Trocknen als Brennholz aufgeschichtet. Nachdem das Holz trocken ist, wird es oft mit einer Wippsäge in kleinere Stücke geschnitten, was dann das Brennholz ergibt.
Die Verarbeitung zu Meterholz hat diverse Vorteile. Die einzelnen (gespaltenen) Stücke sind gut durch eine Person zu tragen und können leicht weiter bearbeitet werden. Durch die Länge des Holzes lässt es sich vorzüglich stapeln, ohne dass der Stapel instabil wird und deswegen umkippt. So gestapelt kann das Holz schnell und gut trocknen, oft auch ohne Abdeckung. Außerdem wird das Holz in Raummeter verkauft, was sich bei genau ein Meter langen gestapelten Stücken gut abmessen lässt. Abschließend kann der Endnutzer auch nach Spaltung und Trocknung noch bestimmen, ob das Holz in Stücke zu 25 cm, 33 cm oder 50 cm geschnitten werden soll, wodurch die Nachfrage für unterschiedlich große Öfen oder Kamine befriedigt werden kann.
Meterholz wird im professionellen Bereich nahezu immer mit einem Reißmeter abgemessen und zum Schneiden markiert.